# マーティン・バルサム
マーティン・バルサム（Martin Balsam, 1919年11月4日 - 1996年2月13日）は、アメリカ合衆国の俳優。身長169センチ。

## 略歴
俳優としての特徴
ニューヨーク市ブロンクス区出身で、両親はユダヤ系である。ニューヨークのザ・ニュー・スクール（The New School）で演技を学んだ後、第二次世界大戦に従軍した。
1947年、エリア・カザンとリー・ストラスバーグに見出され、アクターズ・スタジオのテレビプログラムに出演し、以後、多くのテレビ・映画に出演した。1965年の『裏街・太陽の天使』（未/テレビ放映）でアカデミー助演男優賞を受賞している。1967年には、You Know I Can't Hear You When the Water's Running でトニー賞を受賞した。
1950年代から1970年代はハリウッド・メジャー作品の重要な脇役を数多く務め、『十二人の怒れる男』（1957年）、『ティファニーで朝食を』（1962年）、『オリエント急行殺人事件』（1974年）、『大統領の陰謀』（1976年）等があり、実録調戦争大作『トラ・トラ・トラ！』（1970年）では実質的な主役であるキンメル将軍を演じた。また、ハリウッド映画のみならず、イタリア映画等の外国映画にも進出した。
2番目の妻ジョイス・ヴァン・パタンとの間の娘タリア・バルサムも女優になった。
1996年2月13日、ローマのホテルで死去。
イタリア映画での活動
1960年代前後から数多のハリウッド俳優がスティーヴ・リーヴスやクリント・イーストウッドの成功に倣って大挙してイタリア映画界に乗り込んだ。また、若手ばかりではなく、イーライ・ウォラックやリー・J・コッブ、アーサー・ケネディー等の実績あるベテラン俳優も少なくなかった。
バルサムもそう言った一人で、ヴィットリオ・デ・シーカ監督の『紳士泥棒/大ゴールデン作戦』（1965年）を手始めに、1980年代の末までイタリア映画に時折出演した。ダミアーノ・ダミアーニ監督の『警視の告白』（1971年）の様な社会派物からエンツォ・G・カステッラーリ監督の喜劇色の強いマカロニ・ウエスタン『オニオン流れ者』（1976年）、アントニオ・マルゲリーティ監督の『ユル・ブリンナーの殺人ライセンス（デス・レイジ）』（1976年/未/ビデオ）、犯罪喜劇『ガーデニア』（1979年/未/テレビ放映）等が代表的な作品である。また、ジュリアーノ・ジェンマやフランコ・ネロ、トーマス・ミリアン、フランシスコ・ラバル等のスターとも共演した。
1980年代末にはトニーノ・ヴァレリイ監督の戦争アクション物『地獄のミッション』（1987年/未/ビデオ）や『怒りのタッチダウン/人質奪回作戦』（1990年）、イタリアとスペインの合作『帰って来たE.T.』（1988年/公開時は米国映画として紹介された）等、いかにもB級映画と言った作品が目立ち、米国本国での出演活動も『デルタ・フォース』や『スーパー・マグナム』（共に1985年）等のB級系の作品が多くを占める様になって行った。

## 主な出演作品
| 公開年 | 邦題 原題                                                                           | 役名                             | 備考                      |
| ------ | ----------------------------------------------------------------------------------- | -------------------------------- | ------------------------- |
| 1954   | 波止場 On the Waterfront                                                            |                                  | クレジットなし            |
| 1957   | 十二人の怒れる男 12 Angry Men                                                       | 陪審員1番                        |                           |
| 1957   | 祖国への反逆!第5捕虜収容所 Time Limit                                               | ベイカー                         |                           |
| 1958   | 初恋 Marjorie Morningstar                                                           | デヴィッド・ハリス               |                           |
| 1959   | 暗黒の大統領カポネ Al Capone                                                        | マック                           |                           |
| 1959   | 真夜中 Middle of the Night                                                          | ジャック                         |                           |
| 1960   | サイコ Psycho                                                                       | ミルトン・アーボガスト探偵       |                           |
| 1961   | ティファニーで朝食を Breakfast at Tiffany's                                         | O・J・バーマン                   |                           |
| 1962   | 恐怖の岬 Cape Fear                                                                  | マーク・ダットン警部             |                           |
| 1963   | 僕のベッドは花ざかり Who's Been Sleeping in My Bed?                                 | サンフォード・カウフマン         |                           |
| 1964   | 五月の七日間 Seven Days in May                                                      | ポール                           |                           |
| 1964   | 大いなる野望 The Carpetbaggers                                                      | バーナード・B・ノーマン          |                           |
| 1965   | ハーロー Harlow                                                                     | エヴェレット・レッドマン         |                           |
| 1965   | 駆逐艦ベッドフォード作戦 The Bedford Incident                                       | チェスター・ポッター             |                           |
| 1965   | 裏街・太陽の天使 A Thousand Clowns                                                  | アーノルド                       | アカデミー助演男優賞 受賞 |
| 1965   | 太陽の中の対決 Hombre                                                               | メンデス                         |                           |
| 1966   | 紳士泥棒 大ゴールデン作戦 Caccia alla volpe                                         | ハリー                           |                           |
| 1969   | ナタリーの朝 Me, Natalie                                                            | ハロルド                         |                           |
| 1969   | 悪党谷の二人 The Good Guys and the Bad Guys                                         | ウィルカー                       |                           |
| 1970   | バート・レイノルズの 復讐 Hunters Are for Killing                                   | ウェイド・ハミルトン             | テレビ映画                |
| 1970   | キャッチ22 Catch-22                                                                 | カスパート大佐                   |                           |
| 1970   | トラ・トラ・トラ! Tora! Tora! Tora!                                                 | キンメル太平洋艦隊司令長官       |                           |
| 1970   | 小さな巨人 Little Big Man                                                           | メリウェザー                     |                           |
| 1971   | 警視の告白 Confessione di un commissario di polizia al procuratore della repubblica | ボナヴィア                       |                           |
| 1971   | ショーン・コネリー/盗聴作戦 The Anderson Tapes                                      | トミー・ハスキンズ               |                           |
| 1972   | ザ・マン/大統領の椅子 The Man                                                       | ジム・タリー                     | テレビ映画                |
| 1972   | 真夜中の恐怖/目撃者は殺される! Night of Terror                                      | ケイレブ・サーク                 | テレビ映画                |
| 1973   | サイボーグ大作戦 The Six Million Dollar Man                                         | ルディ・ウェルズ                 | テレビ映画                |
| 1973   | シンジケート The Stone Killer                                                       | アル                             |                           |
| 1974   | サブウェイ・パニック The Taking of Pelham One Two Three                             | グリーン／ハロルド・ロングマン   |                           |
| 1974   | オリエント急行殺人事件 Murder on the Orient Express                                 | ビアンキ                         |                           |
| 1975   | ヘロイン大追跡 Mitchell                                                             | ジェームズ・アーサー・カミングス |                           |
| 1976   | オニオン流れ者 Cipolla Colt                                                         | ペトルス                         |                           |
| 1976   | リンドバーグ2世誘拐事件 The Lindbergh Kidnapping Case                               | エドワード・J・ライリー          | テレビ映画                |
| 1976   | 大統領の陰謀 All the President's Men                                                | ハワード・シモンズ               |                           |
| 1976   | 追跡!麻薬コネクション Pronto ad uccidere                                            | Giulianelli                      |                           |
| 1976   | ユル・ブリンナーの 殺人ライセンス Con la rabbia agli occhi                          | Commissario                      |                           |
| 1976   | パニック・イン・スタジアム Two-Minute Warning                                       | サム・マッキーヴァー             |                           |
| 1976   | 特攻サンダーボルト作戦 Raid on Entebbe                                              | ダニエル・クーパー               | テレビ映画                |
| 1977   | センチネル The Sentinel                                                             | ルジンスキー教授                 |                           |
| 1977   | マンハッタン特捜官 Contract on Cherry Street                                        | アーニー                         |                           |
| 1978   | シルバー・ベアーズ Silver Bears                                                     | ジョー                           |                           |
| 1979   | ガーデニア Gardenia, il giustiziere della mala                                      | サルーソ                         |                           |
| 1979   | ナチ・ハンター/アイヒマンを追え The House on Garibaldi Street                       | Isser Harel                      | テレビ映画                |
| 1979   | さらばキューバ Cuba                                                                 | ベイヨ将軍                       |                           |
| 1980   | 警告 L'avvertimento                                                                 | Questore Martorana               |                           |
| 1985   | セント・エルモス・ファイアー St. Elmo's Fire                                        | Mr. Beamish                      |                           |
| 1985   | マーダー・イン・スペース Murder in Space                                            | アレクサンドル・ロストフ         | テレビ映画                |
| 1985   | スーパー・マグナム Death Wish 3                                                     | ベネット                         |                           |
| 1986   | デルタ・フォース The Delta Force                                                    | ベン・カプラン                   |                           |
| 1987   | クィニー Queenie                                                                    | マーティ                         | テレビ映画                |
| 1987   | P.I./プライベート・インベスティゲーション P.I. Private Investigations               | クリフ                           |                           |
| 1987   | 地獄のミッション La sporca insegna del coraggio                                     | ブリッグス                       |                           |
| 1988   | 帰って来たE.T. Fratello dello spazio                                                | ハワード                         |                           |
| 1990   | 怒りのタッチダウン/人質奪回作戦 L'ultima partita                                    | 弁護士                           |                           |
| 1990   | マスターズ・オブ・ホラー/悪夢の狂宴 Due occhi diabolici                             | ピム氏                           | 第2話「黒猫」             |
| 1991   | ケープ・フィアー Cape Fear                                                          | 判事                             |                           |
| 1992   | シドニー・シェルダン/時間の砂 The Sands of Time                                     |                                  | テレビ映画                |
| 1994   | 羊たちの沈没 The Silence of the Hams                                                | マーティン・バルサム             |                           |

## 参照
1. ↑  Martin Balsam Is Dead at 76; Ubiquitous Character Actor - New York Times
2. ↑  Great Character Actors
3. ↑  デ・ニーロ × スコセッシ監督 戦慄のサイコスリラー！！　ケープ・フィアー【坂本朋彦のシネフィル・コラム】 ｜NHK_PR｜NHKオンライン